# Ambelania acida
Espèce
Statut de conservation UICN

 LC  : Préoccupation mineure
Classification APG III (2009)
Synonymes
- Ambelania cucumerina Miers
- Ambelania sagotii Müll. Arg.
- Ambelania tenuiflora Müll. Arg.
- Ambelania tenuiflora var. tenuiramea Müll. Arg.
- Willughbeia acida (Aubl.) Oken
- Willughbeia acida (Aubl.) J.F. Gmel.[1]

- Ambelania cucumerina Spruce
- Ambelania cucumerina Spruce ex Miers
- Ambelania parviflora Markgr.
- Ambelania sagotii Müll.Arg.
- Ambelania tenuiflora Müll.Arg.
- Ambelania tenuiflora var. tenuiflora
- Ambelania tenuiflora var. tenuiramea Müll.Arg.
- Bentheca odorata Raf.
- Willughbeia acida (Aubl.) J.F.Gmel.
- Willughbeia acida (Aubl.) Oken
- Willughbeja acida (Aubl.) J.F.Gmel., 1791[2]

Ambelania acida est une espèce de plantes à fleurs de la famille des Apocynaceae. C'est l'espèce type du genre Ambelania Aubl. C'est un arbres sud-américain.
Il est connu en Guyane sous les noms de Papaye biche, Graine biche, Bagasse, Quimbédents (Créole), Pau de leite, Pepino-do-mato, Pepino-doce (Portugais), Akusi walapulu [cacao de l'Agouti], Akusi ãkãnge (Wayãpi), Inuβa (Palikur), Ambarari, Ambelani (Kali'na), Bati bati, Malu (Nenge tongo), Akusi walapoulou (Tupi-guarani), Wetïp, Wïtïp (Karib) , Inoupa, Makoriro, Makoulira (Arawak), Mapa (Aluku), Mambaye (Taki taki).
Au Guyana, on l'appelle Makurriro, Makoriro. Au Suriname c'est Balati, Batbati, bati bati (Sranan tongo), Mambali (Saramaka).

## Description
Ambelania acida est un arbuste ou un arbre haut de (1)5-20(30) m. Son écorce brun rougeâtre est finement fissuré en rectangles mesurant 3-5 mm de côté. S'il est blessé, il exsude un abondant latex blanc et collant.
Les jeunes rameaux sont pubescents brunâtres.
Les feuilles sont simples, opposées, entières.
Le pétiole est long de (0,5)1-2 cm.
Le limbe est glabre, subcoriace, de forme ovale-lancéolé ou elliptique-oblong, à base obtuse, atténuée à arrondie, à apex sub-obtus ou aigu, précocement acuminé, et mesurent (8)15-25 x (3,5)5,5-9,5 cm.
Les 12-15 paires de nervures secondaires sont espacées de 1-1,5 cm.
Les inflorescences sont principalement cauliflores (ou axillaires), sessiles, en corymbes pauciflores.
Les fleurs sont hermaphrodites, parfumée et de couleur blanche, blanc-jaunâtre à blanc verdâtre.
Le calice est petit à 5 segments ovales et obtus, glanduleux intérieurement.
La corolle présente un tube long de 10 à 15 mm et 5 lobes oblongs-lancéolés et obtus, pubescents extérieurement et de taille égale au tube (soit un total d'environ 3 cm à l'anthèse).
Les anthères sont toutes fertiles, mucronées, et basifixes.
L'ovaire est conique, long de 2 mm avec le stigmate portant deux appendices aussi long que la "tête".
Les fruits sont des baies jaunes, charnues avec un abondant suc laiteux collant, oblongues-elliptiques, glabres, et plus ou moins verruqueux, sillonnées longitudinalement, mesurant environ (5)10 x (3)4 cm.
Les nombreuses graines sont arrondies, de forme oblongues-elliptiques, aplaties dans leur section transversale, de couleur brun foncé à noire, lisses, et longues d'environ 5 à 8 mm pour 3 à 4 mm de large,,,
Son pollen a été décrit.

## Répartition
Ambelania acida est présent de la Colombie au Brésil (Amazonas, Amapá, Pará) en passant par le Venezuela (Bolívar), les Guyanes (Guyana, Suriname, Guyane),,.

## Écologie
Ambelania acida fleurit en octobre-novembre et fructifie en janvier-mai, octobre. C'est un petit arbre commun de la forêt primaire et des vieilles forêts secondaires de terre ferme (non inondées). Sa floraison est probablement nocturne.
Au Venezuela, on le rencontre dans les forêts de terre ferme et lisières autour de 800–900 m d'altitude.
Ses fruits son notamment consommés par les tapirs.

### Culture
On multiplie Ambelania acida par graines.

## Utilisation
Ambelania acida est bien connue pour ses fruits comestibles : on bat le fruit avec un couteau jusqu'à ce que la peau se décolle avant de consommer sa chair acidulée et rafraîchissante (on évite de consommer la peau). On peut les préparer sous forme de bonbons, de confitures, de sorbets ou de jus de fruits. Il est conseillé de couper les fruits et de les laisser tremper dans l'eau pour éliminer l'excès de latex (la congélation est également efficace). Le latex étant liposoluble, il est recommandé d'utiliser du lait (non écrémé) pour réaliser les jus,.
C'est une des espèces sauvages les plus consommées chez les (Aluku),.
Chez les Kali'na d'Iracoubo et les Wayãpi, le latex blanc et doux d’Ambelania acida est léché sur le tronc incisé pour soigner la diarrhée. Ils consomment le fruit après l'avoir battu (pour coaguler son abondant latex) : sa chair est également considérée comme antidiarrhéique (l'usage est similaire pour Ambelania acida). Cet usage était déjà signalé au XIXe siècle par Schomburgk chez les amérindiens du Guyana.
Son latex est souvent mélangé en petites quantités pour adultérer la gomme de Balata ou le latex de Couma recherché pour la fabrication de chewing-gum.
Ambelania acida est parfois planté autour des maisons.
L'extrait de Ambelania acida a des propriétés cytotoxiques et antimicrobiennes.

## Chimie
Les graines contiennent des alcaloïdes indoliques (révélés en CCM avec le réactif au sulfate sérique).
Les feuilles et écorces de tige sont riches en triterpènes, comme les autres Tabernaemontaneae.

### Extrait de la «Flore médicale des Antilles» (1829)
En 1822, le botaniste Michel Étienne Descourtilz commente Ambelania acida ainsi [informations à considérer avec précaution au vu des connaissances de l'époque] :

« AMBELANIER ACIDE. 
(Détersif. )

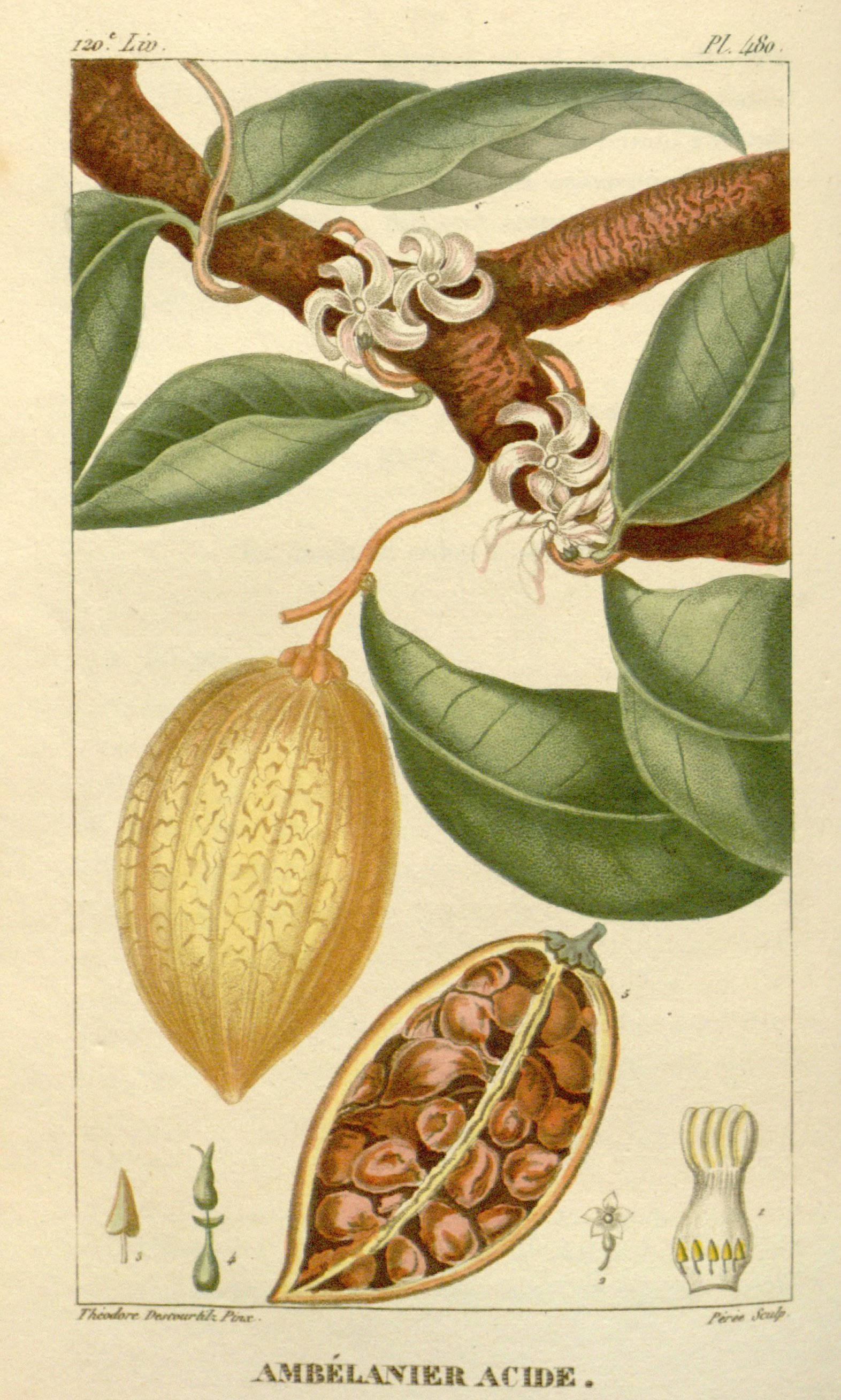
Planche de Ambelania acida selon la « Flore médicale des Antilles » (Pl. 480)
« Le dessin est réduit à moitié. - 1. Corolle avec la situation des étamines. - 2. Étamine grossie. - 3. Pistil. - 4. Capsule fendue longitudinalement avec la cloison et les semences. »

Synonymie. Ambelania acida. Aubl. Hist. Guiane, 265, t. 104. Lin. — Pentandrie digynie. — Jussieu, famille des Apocins. — Paraverio des Galibis, et Quienbiendent des créoles.
Caractères génériques des Ambélaniers. Genre de plantes à fleurs monopétalées, de la division des Apocins, ayant des rapports avec les Asclépiades, les Echites et les Périploques, et qui comprend des plantes exotiques dont les fleurs disposées par bouquets sont contournées et réunies en corymbes. Le caractère essentiel de ce genre est d'avoir : Un calice monophylle à cinq divisions pointues ; une corolle monopétale, contournée, tubulée, et divisée en cinq lobes obliques ; cinq étamines fort courtes ; un ovaire supérieur arrondi, chargé d'un style tetragone, terminé par un stigmate en tête. Le fruit est une espèce de baie ovale, oblongue, jaune, ridée et partagée en deux loges par une cloison à laquelle sont attachées de larges semences arrondies et aplaties. (Bosc.)
Caractères particuliers. Arbuste laiteux à feuilles opposées, ovales ; fleurs blanchâtres, contournées, axillaires et en corymbes. Fruits acidulés.
Histoire naturelle. Cet arbuste, laiteux dans toutes ses parties, croît rarement aux Antilles, mais on le trouve communément à Cayenne, où il fleurit en septembre. Il produit un fruit bon à manger, quoique laiteux : après l'avoir dépouillé de sa peau extérieure, on le fait tremper pendant quelque temps dans l'eau ; ainsi préparé il a un goût acide et agréable, et adhère aux dents et aux lèvres par sa viscosité. On confit le fruit dépouillé et non dépouillé. La confiture des fruits dépouillés est un peu acide, dit Lamarck, mais rafraîchissante ; et celle des fruits non dépouillés est légèrement purgative.
Caractères physiques. L'Ambélanier est un petit arbre laiteux dont le tronc s'élève à sept ou huit pieds ; il a une écorce grisâtre et se divise, à son sommet, eu rameaux noueux et feuilles ; ses feuilles sont opposées, ovales-oblongues, très-entières, vertes, glabres, fermes, un peu ondées en leurs bords, et portées par de courts pétioles. Les plus grandes ont sept pouces de longueur sur trois pouces de large 5 les fleurs sont blanchâtres, axillaires, et naissent par petits corymbes presque sessiles, trois ou quatre ensemble dans chaque aisselle.
Chaque fleur a un calice court, monophylle et à cinq divisions pointues ; une corolle monopétale, contournée dans sa jeunesse, tubulée, rétrécie à l'entrée de son tube, et dont le limbe est partagé en cinq lobes ouverts, ondulés et obliques ; cinq étamines fort courtes, insérées sur la corolle et cachées dans son tube, et un ovaire supérieur, arrondi, chargé d'un style menu, tétragone et terminé par un stigmate en tète ovale, sous laquelle on remarque un petit collet en plateau.
Le fruit est une espèce de baie ou de capsule charnue, ovale-oblongue, d'un jaune citron, glabre, un peu ridée ou chargée de verrues, et partagée en deux loges par une cloison à laquelle sont attachées de larges semences arrondies, aplaties, dont l'enveloppe est brune et chagrinée. (Enc.)
Analyse chimique. Le suc laiteux de l'Ambélanier contient du caoutchouc; une résine acre et purgative; une gomme jaune ; de l'albumine ; une huile grasse et une assez grande quantité d'acide tartrique , plus un principe mucoso-sucré dans les fruits et les arilles des graines.
Propriétés médicinales. Les Galibis vantent, avec exagération sans doute, l'usage d'une espèce de limonade faite avec les fruits de l'Ambélanier non dépouillés de leur écorce ; ils la recommandent dans la maladie de Siam, comme capable, par sa vertu laxative, de provoquer des évacuations dérivatives et quelquefois salutaires. L'onguent digestif que l'on fait avec ces fruits, le sucre et le tafia, est employé avec succès dans la cure des ulcères vieux et rebelles, tels que les pians, le mal de Naples et la syphilis confirmée. L'application de ce digestif cause beaucoup de douleur. J'ai vu des soldats demander la mort pour être délivrés de ces souffrances cuisantes. Les lotions faites avec toute la plante sont détersives. Les fruits, en compote, sont astringens et recommandés aux dysentériques. »

— M.É. Descourtilz, 1822.

## Protologue

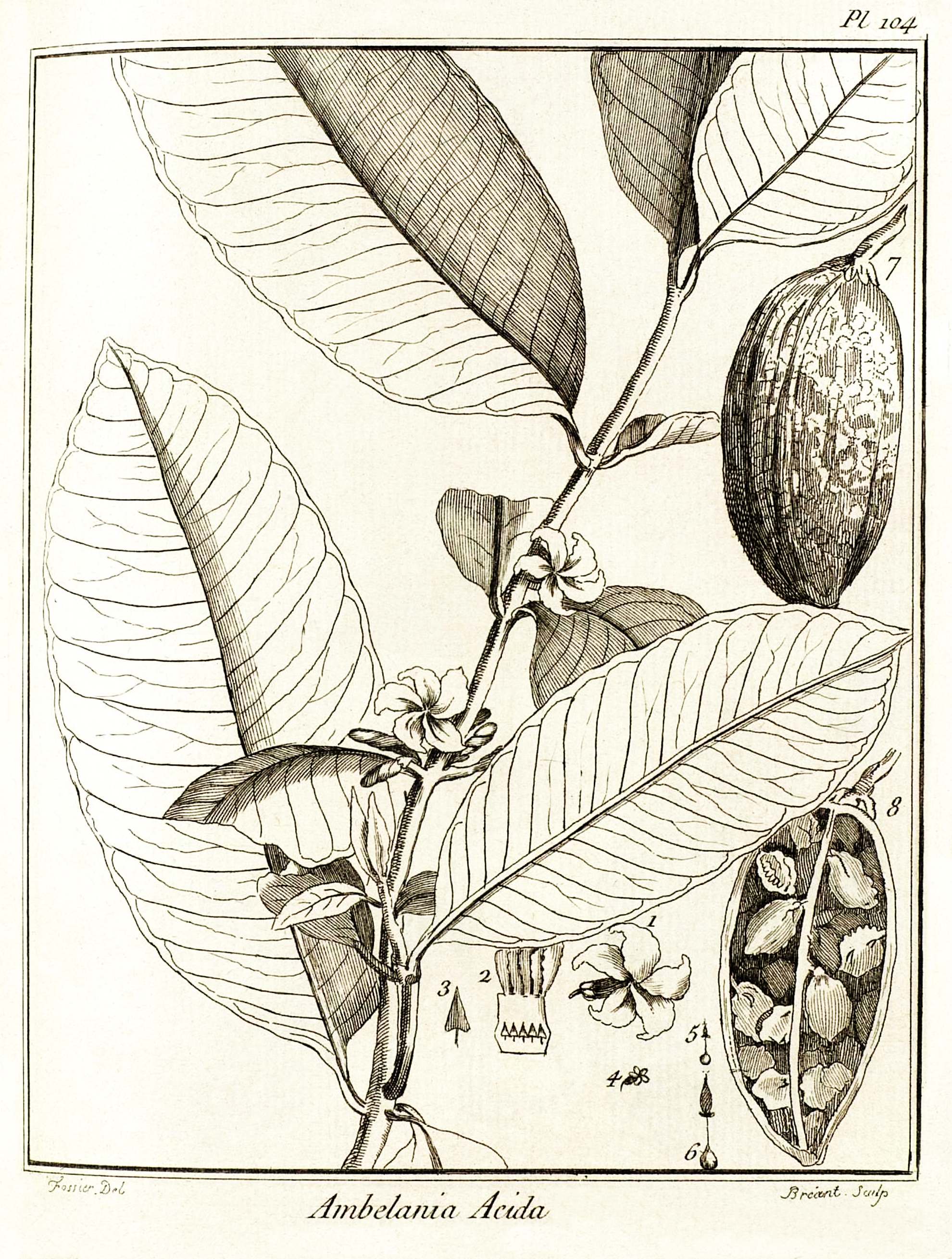
Ambelania acida par Aublet (1775) :
Planche 104. - 1. Corolle. - 2. Corolle ouverte. Étamines. - 3. Étamine ſéparée. - 4. Calice. - 5. Piſtil de grandeur naturelle. - 6. Ovaire. Style. Stigmate. - 7. Capſule ou fruit. - 8. Moitié de Capſule. Cloiſon. Semences.

En 1775, le botaniste Aublet propose le protologue suivant : 

« AMBELANIA acida. (Tabula 104.)
Arbor, trunco octo-pedali, ad ſummitatem ramoſo; ramis nodoſis, folioſis, rectis, oblongis ; folia oppoſita, ovato-oblonga, glabra, integerrima, ad margines undulata, brevi petiolata; petiolis ſemi-amplexantibus. Flores corymboſi, axillares. Corymbi ſubſeſſiles, tri auc quadri-flori ; pedunculus corymbi, & ſinguli floris ad baſim squamula munitur. 
Fructus decorticatus in aqua maceratus edulis, ſaporis grati & acidi. 
Cortex trunci & ramorum vulneratus, folia lacerata, fructus decorticatus, ſuccum lacteum viſcoſum fundunt. 
Florebat fructumque ferebat Septembri. 
Habitat in ſylvis Caiennæ & Guianæ. 
Nomina Caribæa AMBELANI & PARAVERIS. Nomen novaccolarum QUIENBIENDENT.

L’AMBELANIER acide. (Planche 104.)
Le tronc de cet arbre s'élève de ſept à huit pieds, ſur environ ſept à huit pouces de diamètre. Son écorce eſt griſâtre. Son bois eſt blanchâtre & peu compare. Il pouſſe à ſon ſommet un grand nombre de branches droites, noueuſes, chargées de rameaux oppoſés & garnis de feuilles deux à deux, oppoſées. Elles ſont entières, vertes, fermes, liſſes, ovales, aiguës ou obtuſes, ondées à leurs bords. Les plus grandes feuilles ont ſept pouces de longueur, ſur trois pouces de largeur. Leur pédicule eſt cylindrique, court, & s'unit avec le pédicule oppoſé par une arrête ſaillante qui eſt ſur l'une & l'autre face du nœud des rameaux. 
Les fleurs naiſſent aux aiſſelles des feuilles au nombre de trois ou quatre, portées ſur un pédoncule commun, qui eſt garni à la baſe d'une écaille, de même que le pédoncule particulier de chaque fleur. 
Le calice eſt d'une ſeule pièce diviſée en cinq petites parties charnues, qui ſe recouvrent mutuellement par un & leurs côtés. 
La corolle eſt blanchâtre, monopétale. Son tube eſt renflé à ſa baſe, & ſe rétrécit vers ſon pavillon qui eſt partagé en cinq lobes égaux, ondés, & qui ſe recouvrent par un de leurs côtés. Cette corolle eſt attachée ſous l'ovaire. 
Les étamines ſont au nombre de cinq, attachées ſur la paroi inférieure & interne du tube. Leur filet eſt court. L'anthère eſt à deux bourſes en forme de fer de flèche. 
Le piſtil eſt un ovaire blanc, arrondi, ſurmonté d'un ſtyle blanc à quatre angles, portant un plateau ſur lequel eſt placé un stigmate ovoïde, cannelé en ſpirale, qui s'allonge, s'amincit & eſt terminé par deux petites pointes. 
L'ovaire devient une capsule jaune-citron, charnue, chargée de verrues dont la forme varie. Elle eſt à deux loges ſéparées par une cloiſon mitoyenne, charnue, à laquelle ſont attachées de larges semences arrondies, applaties, dont l'enveloppe eſt brune & chagrinée. 
L'amande eſt blanche & à deux cotylédons. 
Ce fruit eſt bon à manger quoique laiteux. Après l'avoir dépouillé de ſa peau extérieure, on le fait tremper pendant quelque temps dans l'eau ; ainſi préparé, il a un goût acide & agréable, & comme par ſa viſcoſité il adhère aux dents & aux lèvres, les Créoles ſont nommé QUIENBIENDENT en corrompant l'expreſſion qui dent bien aux dents. On confit le fruit dépouillé & non dépouillé. La confiture des fruits dépouillés eſt un peu acide & rafraîchiſſante. Celle des fruits non-dépouillés eſt légèrement purgative. On la conſeille dans le pays pour guérir les dyſſenteries. 
Cet arbre eſt nommé AMBELANI & PARAVERIS par les Galibis. 
Les fleurs, les fruits, les feuilles, les rameaux, les branches, l'écorce du tronc rendent un ſuc laiteux & fort viſqueux. 
L'Ambelanier croît dans l'île de Caïenne, & en différents endroits de la Guiane, ce n'eſt que dans les grandes forêts qu'on le trouvé tel que je l'ai décrit. 
Les fleurs & les fruits ſont repréſentés dans leur grandeur naturelle : on a groſſi ſeulement le piſtil. Il eſt en fleur & en fruit dans le mois de Septembre. »

— Fusée-Aublet, 1775.